# Pachytodes cometes
Pachytodes cometes är en skalbaggsart som först beskrevs av Bates 1884.  Pachytodes cometes ingår i släktet Pachytodes och familjen långhorningar. Inga underarter finns listade i Catalogue of Life.